# Polinomio privo di quadrati
In matematica, un polinomio privo di quadrati è un polinomio univariato (su un campo o un dominio integrale) che non ha radici multiple in un campo algebricamente chiuso contenente i suoi coefficienti. In caratteristica 0, o su un campo finito, un polinomio univariato è privo di quadrati se e solo se non è divisibile da alcun quadrato di un polinomio non costante . Nelle applicazioni in fisica e ingegneria, un polinomio privo di quadrati viene comunemente chiamato polinomio senza radici ripetute .
La regola del prodotto implica che, se {\displaystyle p^{2}} divide {\displaystyle f}, allora {\displaystyle p} divide la derivata formale {\displaystyle f'} di {\displaystyle f}. Dal momento che vale anche il viceversa, quindi, {\displaystyle f} è privo di quadrati se e solo se {\displaystyle 1} è il massimo comune divisore del polinomio e della sua derivata.

## Fattorizzazione
Una decomposizione priva di quadrati o una fattorizzazione priva di quadrati di un polinomio è una fattorizzazione in potenze di polinomi senza quadrati
{\displaystyle f=a_{1}a_{2}^{2}a_{3}^{3}\cdots a_{n}^{n}=\prod _{k=1}^{n}a_{k}^{k}\,}
dove gli {\displaystyle a_{k}} che non sono costanti sono polinomi coprimi a coppie privi di quadrati (due polinomi sono detti coprimi se il loro massimo comun divisore è una costante). Ogni polinomio diverso da zero ammette una fattorizzazione priva di quadrati, che è unica a meno della moltiplicazione e divisione dei fattori per costanti diverse da zero. La fattorizzazione priva di quadrati è molto più facile da calcolare rispetto alla fattorizzazione completa in fattori irriducibili, per questa ragione viene spesso preferita alla fattorizzazione completa quando quest'ultima non è necessaria, come ad esempio per la decomposizione in frazioni semplici. La fattorizzazione priva di quadrati è il primo passo degli algoritmi di fattorizzazione polinomiale implementati nei sistemi di algebra computazionale . Pertanto, l'algoritmo della fattorizzazione priva di quadrati è fondamentale nell'algebra computazionale.
Sono noti anche algoritmi per la decomposizione priva di quadrati di polinomi multivariati, che procedono generalmente considerando un polinomio multivariato come un polinomio univariato con coefficienti polinomiali, applicando quindi ricorsivamente un algoritmo univariato.

## Radice quadrata
In generale, un polinomio non ha radice quadrata; più precisamente, la maggior parte dei polinomi non può essere scritta come il quadrato di un altro polinomio. Un polinomio ha radice quadrata se e solo se tutti gli esponenti della decomposizione priva di quadrati sono pari; in questo caso, la radice quadrata si ottiene dividendo questi esponenti per 2.
Il problema di decidere se un polinomio ha una radice quadrata e di calcolarla se esiste, pertanto, è un caso speciale di fattorizzazione priva di quadrati.